# Fabronia cubensis
Fabronia cubensis là một loài Rêu trong họ Fabroniaceae. Loài này được Sull. mô tả khoa học đầu tiên năm 1861.